# Ein Mädchen aus Flandern
Ein Mädchen aus Flandern ist ein deutscher Spielfilm aus dem Jahre 1956. Der Film entstand nach der Novelle Engele von Loewen von Carl Zuckmayer.

## Handlung
Der Film spielt während des Ersten Weltkriegs in Flandern. Der deutsche Offizier Alexander Haller verliebt sich in das flämische Mädchen Angeline, dem Engel von Loewen. Haller kann seine Liebe zu dem Mädchen jedoch nicht ausleben. An der Front wird er schwer verletzt und kann das Mädchen erst 1917 wiedersehen. Jetzt erst kann er ihr seine Gefühle beschreiben und seine Liebe gestehen. Doch das Glück ist von kurzer Dauer. Angeline kommt in den Verdacht der Sabotage und wird von den Deutschen verhaftet. Zunächst wird sie in einem Straflager gefangen gehalten, um dann in ein Bordell überführt zu werden. Hier trifft sie kurz vor Ende des Krieges erneut auf Alexander. Dieser ist nun selbst der Wehrkraftzersetzung angeklagt, da er einem feindlichen, verwundeten Soldaten geholfen hatte. Doch das Kriegsende ist nah und so die Hoffnung, gerettet zu werden.

## Hintergrund
Der Film wurde vom 17. Oktober bis 16. Dezember 1955 im Filmatelier Berlin-Tempelhof sowie in der Stadt Damme in Flandern gedreht. Helmut Käutner ist in einem Cameo-Auftritt als Wachtposten zu sehen. Die Uraufführung fand am 16. Februar 1956 in Hannover im Theater am Kröpcke statt.

## Auszeichnungen
- Juni 1956: Filmband in Silber[1] für die Kameraarbeit von Friedl Behn-Grund.
- Februar 1957: Preis der deutschen Filmkritik für die Regie an Helmut Käutner und für Fritz Tillmann als bester Nebendarsteller

## Kritiken
„Bildwirksam und teilweise gut gespielt, aber spürbar unwahrscheinlich und zwischen romantischem Melodram und pazifistischem Appell schwankend. Der Blick auf geschichtliche und politische Zusammenhänge wird überdies von Sentimentalitäten getrübt.“

„Gesamteindruck: bildwirksam und teilweise gut gespielt, aber spürbar unwahrscheinlich. In moralischer Hinsicht erhebliche Einwände.“

„Mit einem hohen Maß an Gerechtigkeit brachte Helmut Käutner Zuckmayers deutsch-belgische Liebesgeschichte vom „Engele von Loewen“ auf die Leinwand. Doch benutzte er zu bekannte Metaphern.“

„Die Liebesgeschichte zwischen einem deutschen Leutnant und einem belgischen Mädchen im Ersten Weltkrieg ist sowohl künstlerisch wie von der Absicht her bedeutsam gestaltet.“